# 石川村 (大阪府)
石川村（いしかわむら）は、大阪府南河内郡にあった村。現在の河南町の北西端にあたる。

## 地理
- 河川：石川、梅川

## 歴史
- 1889年（明治22年）4月1日 - 町村制の施行により、石川郡大ヶ塚村・東山村・山城村・一須賀村の区域をもって発足。
- 1896年（明治29年）4月1日 - 所属郡が南河内郡に変更。
- 1935年（昭和10年）6月30日 - 集中豪雨により中野橋が流失[1]。
- 1956年（昭和31年）9月30日 - 白木村・河内村・中村と合併して河南町が発足。同日石川村廃止。

## 名所・旧跡・観光スポット・祭事・催事
- 一須何神社
- 顕証寺 (大阪府河南町)
- 大ケ塚寺内町